# O fižolčku, ogelčku in slamici
O Fižolčku, ogelčku in slamici je slovenska pravljica iz Benečije (iz Saržente pri Čedadu). Zapisal jo je Tine Logar. Ilustrirala in opremila jo je Kamila Volčanšek. Izšla je v zbirki Velike slikanice. Založila in natisnila jo je Mladinska knjiga v Ljubljani leta 1979.

## Vsebina
Pravljica O fižolčku, ogelčku in slamici pripoveduje o tem kako so fižolček, ogelček in slamica zbežali gospodinji, da jih ne bi vrgla na ogenj. Prišli so do potoka pri Kozjancih, ki so ga želeli prečkati. Slamica se je vrgla čez potok, ostala dva pa naj bi po njej prečkala strugo, nato pa bi na breg potegnila še njo. Fižolček se je prekotalil prvi, za njem je šel še ogelček, ki je slamico tako opekel da se je prežgala in oba sta padla v potok. Fižolček se jima je na bregu tako zelo smejal, da mu je počil trebušček. Mimo je prišel krojač, ki je zaslišal njegov klic na pomoč ter mu zašil trebuh, le da je imel pri sebi samo belo nit, fižolček pa je bil rdeč. Od takrat ima vsak fižolček na sredi bel šiv.

## Interpretacija
Pravljica vsebuje pravljične prvine. Že v naslovu imamo opravka s pravljičnim številom. Čas in kraj v nista znana, tako je umeščena v pravljični čas. Čeprav je kratka, imamo stopnjevanje napetosti : zaplet – vsi trije se znajdejo pred potokom, vrh – potok prečkajo s pomočjo slamice, peripetija oz. nenaden preobrat – fižolčku poči trebuh, razplet – srečen konec, ko krojač zašije fižolčku trebuh.

## Razlike v drugih inačicah pravljice
Prva izdaja
- klepetava gospodinja
- mož se je jezil na ženo,zaradi napol surovega kosila
- fižolček se odloči, da bo pobegnil, ogelček in slamica gresta z njim
- ogelček je padel v vodo, obe polovici slamice pa z njim
- Kalvan, krojač in Mečane, namenjen k Muzonom v Saržento
- krojač ni imel druge niti s sabo, samo belo
- zato imajo od takrat vsi fižoli bel šiv sredi trebuha

Druga izdaja
- nerodna žena
- mož se na ženo ni jezil, zaradi surovega kosila
- skupaj so se dogovorili za pobeg
- potok pri Kozjancih
- ogelček in slamica skupaj padeta v vodo
- Kulvan, krojač iz Mečakne, namenjen v Saržento
- bela nit je bila že pretaknjena na igli, zato je uporabil belo
- od takrat ima vsak fižol na sebi bel šiv

## Motivno-tematske povezave z drugimi pravljicami
Miška je šla k čevljarju je pravljica s podobnim motivom. Miška si razpara trebuh in ji ga čevljar zašije.